# Ева Крапль
Ева Крапль (нар. 16 січня 1966) — колишня швейцарська тенісистка.
Найвищу одиночну позицію світового рейтингу — 94 місце досягла 3 липня 1989, парну — 94 місце — 7 травня 1990 року.
Найвищим досягненням на турнірах Великого шолома було 3 коло в одиночному розряді.
Завершила кар'єру 1991 року.

## Фінали ITF
| турніри $100,000 |
| турніри $75,000  |
| турніри $50,000  |
| турніри $25,000  |
| турніри $10,000  |

### Фінали в одиночному розряді: 1 (0–1)
| Результат | Ранг | Дата           | Турнір                    | Покриття | Суперниця     | Рахунок  |
| --------- | ---- | -------------- | ------------------------- | -------- | ------------- | -------- |
| Поразка   | 1.   | 9 вересня 1985 | Мангассет (Нью-Йорк), США | Ґрунт    | Лаура Голарса | 6–7, 2–6 |

### Парний розряд: 2 (0–2)
| турніри $100,000 |
| турніри $75,000  |
| турніри $50,000  |
| турніри $25,000  |
| турніри $10,000  |

| Результат | Ранг | Дата            | Турнір              | Покриття  | Партнерка    | Суперниці                        | Рахунок  |
| --------- | ---- | --------------- | ------------------- | --------- | ------------ | -------------------------------- | -------- |
| Поразка   | 1.   | 30 березня 1987 | Лімож, Франція      | Ґрунт     | Селін Коен   | Ізабель Демонжо Наталі Тозья     | 5–7, 2–6 |
| Поразка   | 2.   | 23 жовтня 1989  | Бургдорф, Швейцарія | Килим (i) | Сандрін Жаке | Олена Брюховець Євгенія Манюкова | 4–6, 2–6 |